# El Templo del pop, Vol. 2
El Templo Del Pop, Vol. 2 es el segundo álbum recopilatorio de la banda argentina Miranda!, lanzado al mercado el 23 de septiembre del 2016 por la discografía Pelo Music. El compilado incluye 23 canciones de las más exitosas de los álbumes Miranda Es Imposible!, Magistral y Safari. Incluye también dos canciones nuevas: «Ya las quemé» y «Gran amistad», y dos covers «Amor amarillo» (de Gustavo Cerati, en vivo) y «Más de lo que te imaginas» (de The Sacados).
El formato de descarga digital y streaming incluye tres bonus: una versión de «Ya los quemé» (originalmente publicada como lado b de «Tu misterioso alguien», original de The Sacados) y versiones en portugués de «Enamorada» y «Perfecta»).

## Lista de canciones
| El Templo Del Pop, Vol. 2 – Version estandar |                                                                                   |                                                     |          |  |
| N.º                                          | Título                                                                            | Escritor(es)                                        | Duración |  |
| 1.                                           | «Lo Que Siento por Ti» (del álbum “Es imposible!”)                                | Ale Sergi                                           | 3:12     |  |
| 2.                                           | «Mentía» (del álbum recopilatorio “Miranda Es Imposible!”)                        | Ale Sergi                                           | 3:35     |  |
| 3.                                           | «Yo Lo Sabía» (del álbum “Magistral”)                                             | Ale Sergi                                           | 2:58     |  |
| 4.                                           | «Es por Èl» (del álbum “Safari”)                                                  | Sebastián Schon, Ale Sergi                          | 2:56     |  |
| 5.                                           | «Puro Talento» (del álbum “Magistral”)                                            | Ale Sergi, Juliana Gattas                           | 3:24     |  |
| 6.                                           | «Tu Misterioso Alguien» (del álbum “Es imposible!”)                               | Ale Sergi                                           | 4:04     |  |
| 7.                                           | «El Showcito» (del álbum “Es imposible!”)                                         | Ale Sergi                                           | 3:16     |  |
| 8.                                           | «A la Distancia» (del álbum “Magistral”)                                          | Ale Sergi                                           | 3:31     |  |
| 9.                                           | «Nadie Como Tú» (del álbum “Safari”)                                              | Ale Sergi                                           | 3:25     |  |
| 10.                                          | «No Lo Digas» (del álbum “Miranda Es Imposible!”)                                 | Cachorro López, Alejandro Sergi                     | 3:38     |  |
| 11.                                          | «Fantasmas» (del álbum “Safari”)                                                  | Sebastián Schon, Ale Sergi                          | 3:34     |  |
| 12.                                          | «Extraño» (del álbum “Safari”)                                                    | Ale Sergi                                           | 3:56     |  |
| 13.                                          | «Hola Probando» (del álbum “Es imposible!”)                                       | Ale Sergi                                           | 3:16     |  |
| 14.                                          | «Ritmo y Decepción» (del álbum “Magistral”)                                       | Ale Sergi                                           | 3:23     |  |
| 15.                                          | «Gran Amistad»                                                                    | Ale Sergi                                           | 2:38     |  |
| 16.                                          | «Miro la Vida Pasar (con Fangoria)» (del álbum “Safari”)                          | Ale Sergi                                           | 3:33     |  |
| 17.                                          | «Amor Amarillo - En Vivo» (Versión de Gustavo Cerati de su álbum “Amor amarillo”) | Gustavo Cerati                                      | 4:56     |  |
| 18.                                          | «10 Años Después» (del álbum “Magistral”)                                         | Ale Sergi                                           | 3:06     |  |
| 19.                                          | «Sé Mía» (del álbum “Safari”)                                                     | Ale Sergi, Juliana Gattas                           | 3:06     |  |
| 20.                                          | «Ya Las Quemé»                                                                    | Ale Sergi                                           | 2:57     |  |
| 21.                                          | «Más de Lo Que Te Imaginas» (Versión de The Sacados de su álbum “Asunto chino”)   | Dario Moscatelli, Radabelli Deweys, Serena Redaelli | 3:21     |  |
| 22.                                          | «Enamorada» (Versión en portugués)                                                | Ale Sergi                                           | 3:12     |  |
| 23.                                          | «Perfecta» (Versión en portugués)                                                 | Ale Sergi                                           | 3:43     |  |
| 1:18:40                                      |                                                                                   |                                                     |          |  |

Notas
- Temas 21 al 23, disponibles únicamente a través de plataformas digitales de descarga de música y streaming.[2]

## Miembros
- Alejandro Sergi.
- Juliana Gattas.
- Nicolás «Monoto» Grimaldi.